# جان سینکلر (شاعر)
جان سینکلر (انگلیسی: John Sinclair; ۲ اکتبر ۱۹۴۱ – ۲ آوریل ۲۰۲۴ (۸۲ سال)) شاعر، فعال سیاسی، و مجری رادیو اهل ایالات متحده آمریکا بود.